# Cinkov sulfid
Cinkov sulfid, kemijska oznaka ZnS, je rumenkasto bel prah. V naravi se običajno nahaja v kubični obliki, imenovanit cinkova svetlica ali sfalerit, ki je tudi najpomembnejša cinkova ruda, manj pogosteje pa se nahaja v heksagonalni obliki, imenovani vurcit.
V laboratoriju se ga lahko zlahka proizvede z zmešanjem cinka in žvepla ter segrevanjem te mešanice. Cinkov sulfid je netopen v vodi in v raztopinah, ki vsebujejo cinkove ione (Zn2+), se v prisotnosti sulfidnih ionih (S2-), npr. zaradi dodatka vodikovega sulfida (H2S), tvori cinkov sulfid:
{\displaystyle Zn^{2+}\;+\;S^{2-}\longrightarrow ZnS}
Uporabljajo se za fluorescentne barve in kot luminofor. Pri močnem segrevanju s sledovi nekaterih kovin, kot sta baker in magnezij, oddaja po osvetlitvi zeleno svetlobo. Do slednjega laho pride tudi zaradi obsevanja z rentgenskimi žarki in delci alfa. V mešanici z radioaktivnimi snovmi se ga je nekdaj uporabljalo za osvetljevanje številčnic na uri, v zaslonih barvnih televizorjev pa se uporablja za tvorbo modre svetlobe. Uporablja se tudi za merjenje temperature ozračja, saj je zelo je občutljiv na spremembo podnebnih razmer.